# 1473
Năm 1473 là một năm trong lịch Julius.